# Culture dans les Alpes-Maritimes
La vie culturelle des Alpes-Maritimes est assez riche, largement décrite dans le quotidien régional Nice-Matin, relatée dans ses colonnes, et annoncée hebdomadairement dans le supplément JV du mercredi, mais également dans des brochures spécialisées réalisées par le Conseil général et les villes concernées.

## Festivals

### Musique
Les Nuits Carrées, à Antibes, sont un festival de spectacles vivants, théâtre et concerts. Organisé par une association, Label Note, il existe depuis 2007 et se déroule au Fort Carré. Il a lieu en juin.
Le festival NuZiq, à Nice, est consacré à la musique électro. Il a lieu en juin au Nova Bar, au Théâtre de Verdure, à la villa Arson et à la fac de Lettres.
Le festival Les Enfants du Rock a lieu en mai, au Théâtre de Verdure, à Nice. Il dure deux jours.
Les Nuits du Sud sont un festival de musique qui existe à Vence depuis 1998. Il se déroule en juillet-août.
Le festival d'Art Sonore a lieu à Nice depuis deux ans. Il a lieu en mai et dure trois jours.
Le Nice Jazz Festival est sans doute le plus connu de la région. Il se déroule au jardin des Arènes de Cimiez de Nice, pendant le mois de juillet. Un véritable effort dans la programmation a été constaté ces dernières années. De jeunes artistes ou encore des artistes renommés dans leur genre, mais moins connus du grand public côtoient ainsi des têtes d'affiches, comme Leonard Cohen , Paul Personne, Alain Bashung, Yael Naïm (2008), Ayo, ou encore Katie Melua.
Sans oublier les nombreux concerts d'orgue. Le nombre et la qualité des orgues historiques, notamment dans le « Comté de Nice » (Tende, La Brigue, Saorge, Fontan, Breil-sur-Roya, Sospel, Saint-Étienne-de-Tinée,… ) ont par ailleurs donné, avec les peintures murales omniprésentes, une image de marque artistique tout à fait exceptionnelle au Département.

### Musique classique
Les Heures Musicales de Biot existent depuis 25 ans. Elles ont lieu en juillet.
Le festival de Musique Sacrée de Nice a lieu en juin.
Le festival d'Art Lyrique d'Antibes existe depuis vingt ans. Il a lieu en juillet.
Le festival d'orgue de Mougins, créé en 1997, se tient en octobre.

### Théâtre
Les Déantibulations d'Antibes est un festival de théâtre de rue, qui a lieu en juin pendant trois jours. Il existe depuis cinq ans.
Les Siacreries ont lieu en mai à Carros, Le Broc et Gattières. Le festival existe depuis onze ans.
Le festival de Valbonne a lieu en mai.

### Livres
Le festival du livre de Mouans-Sartoux est le seul à être reconnu hors du département.

### Cinéma
Un festival c'est trop court ! le festival du court métrage de Nice, existe depuis 2000 et réunit chaque année la jeune création européenne à travers des programmes autour d’un genre cinématographique, le court métrage. 
Pendant les fêtes de la Samain, Nice accueille chaque année la Samain du cinéma fantastique, le Festival International du Film Fantastique. Ce festival existe depuis 4 ans.
Le festival Cinemabrut  (Cinéma Brut) existe à Mouans-Sartoux depuis 2006.

## Salles de concerts
La Cave Romagnan, à Nice, accueille des concerts de jazz.
La salle Le Volume(Nice), espace associatif consacré aux musiques actuelles. Cet espace a été créé et est géré par l'association La Source. Concerts tous les week-ends.

## Théâtres
Théâtre national de Nice.

## Galeries d'art
La galerie Depardieu, à Nice, expose différents artistes. La galerie Norbert Pastor, à Nice, également.
La Station, à Nice, accueille des expositions temporaires d'artistes contemporains.
La villa Arson, à Nice, organise parfois des expositions temporaires, ainsi que la MJC Picaud, à Cannes.

## Musées
Le musée le plus important du département est la Fondation Maeght, à Saint-Paul-de-Vence.
Le château de Mouans-Sartoux accueille l'Espace de l'Art Concret.
Le musée Picasso d'Antibes est également renommé ainsi que le musée national Fernand Léger à Biot.
Le Musée de Tende qui constitue une introduction à la lecture des gravures protohistoriques de la Vallée des Merveilles.
On peut aussi signaler le musée Fernand Léger de Biot. À Nice se trouvent le musée Matisse, le musée Chagall, le musée d'art moderne et d'art contemporain (MAMAC), le musée des beaux-arts et le musée des Arts asiatiques.

## Presse culturelle
La Semaine des Spectacles, hebdomadaire culturel couvrant les départements des Alpes Maritimes et du Var.
La Strada, bimensuel culturel gratuit.